# Evangelisch-Lutherische Landeskirche Eutin
Die Evangelisch-Lutherische Landeskirche Eutin ist eine ehemalige deutsche Landeskirche. Sie ging nach dem Ersten Weltkrieg aus einem Teil der oldenburgischen Kirche hervor.
1948 war die Eutiner Landeskirche Gründungsmitglied der Evangelischen Kirche in Deutschland (EKD).
Zum 1. Januar 1977 vereinigte sich die Evangelisch-Lutherische Landeskirche Eutin mit der Evangelisch-Lutherischen Kirche in Lübeck, der Evangelisch-Lutherischen Landeskirche Schleswig-Holstein, der Evangelisch-Lutherischen Kirche im Hamburgischen Staate und dem Kirchenkreis Harburg der Evangelisch-Lutherischen Landeskirche Hannovers zur Nordelbischen Evangelisch-Lutherischen Kirche.

## Geschichte
Das Kerngebiet der Evangelisch-Lutherischen Landeskirche Eutin ist das Gebiet des ehemaligen Hochstifts Lübeck. Die ursprünglich römisch-katholische Diözese entstand im 10. Jahrhundert zunächst mit Sitz in Oldenburg in Holstein und ab 1158 in Lübeck. Zum weltlichen Herrschaftsgebiet (Hochstift) der Fürstbischöfe gehörten die Ämter Eutin und Schwartau sowie andere Domkapitelsgüter, nicht jedoch die Stadt Lübeck und weitere holsteinische Diözesangebiete. Nachdem die Stadt Lübeck 1226 Freie Reichsstadt geworden war, hatte das Hochstift Lübeck (mit Sitz in Eutin) außer dem Namen mit der Stadt Lübeck nichts mehr gemein. Ende des 13. Jahrhunderts verlegte der Fürstbischof seinen Amtssitz von Lübeck nach Eutin. 1530/35 wurde die Reformation eingeführt. Damit ging die Diözese Lübeck unter, das Hochstift aber bestand als Territorium des Heiligen Römischen Reiches fort.
Ab 1555 regierten in Eutin lutherische Administratoren als Fürstbischöfe. 1773 erhielt der amtierende Fürstbischof durch den Vertrag von Zarskoje Selo die Grafschaften Oldenburg (in Oldenburg) und Delmenhorst. Er war nun in Personalunion Herzog von Oldenburg und Fürstbischof von Lübeck. 1803 wurde das Hochstift Lübeck zum Fürstentum Lübeck säkularisiert. Von 1803/1815 bis 1918 war das Fürstentum Landesteil des Herzogtums bzw. Großherzogtums Oldenburg und als Landesteil Lübeck von 1918 bis 1934/1937  des Freistaats/Landes Oldenburg.
Im Fürstentum war der jeweilige Herzog bzw. ab 1829 Großherzog als Landesherr Inhaber der Kirchengewalt, die auf das Konsistorium und ab 1844 direkt auf die Regierung in Eutin übertragen war. Beide Behörden waren für die Kirchengemeinden die Mittelinstanz zum Staatsministerium in Oldenburg. Eutiner Behörden und Kirchengemeinden waren zu keiner Zeit den kirchlichen Gremien in Oldenburg unterstellt.
Nach dem Ersten Weltkrieg und dem Wegfall des landesherrlichen Kirchenregimentes wurde das Land Oldenburg Freistaat unter Beibehaltung seines aus drei Teilen bestehenden Gebiets. Die Kirchengemeinden in Eutin konnten sich jetzt eine synodale Verfassung geben. 1921 wurde die Evangelisch-Lutherische Kirche des Landesteils Lübeck im Freistaat Oldenburg gegründet. 1937 wurde der Landesteil Lübeck im Rahmen des Groß-Hamburg-Gesetzes von Oldenburg abgetrennt und der preußischen Provinz Schleswig-Holstein eingegliedert. Kirchlich blieb das Gebiet jedoch als eigenständige Landeskirche unter der Bezeichnung Evangelisch-Lutherische Kirche Eutin bestehen, die 1948 der EKD beitrat.
Oberhaupt der gemeinsamen lutherischen Landeskirche war bis 1918 der jeweilige Großherzog von Oldenburg. Nach der Verfassung von 1921  leitete der Landeskirchenrat die Landeskirche, dem der Landespropst und ein weltliches Mitglied angehört. Erster Landespropst war Paul Rahtgens (1921–1929), seit 1930 hatte Wilhelm Kieckbusch dieses Amt inne. Er führte die Landeskirche ab 1961 mit dem Titel Bischof bis zur Fusion am 1. Januar 1977. Vor der Fusion umfasste die Landeskirche etwa 20 Gemeinden. Seither bilden diese Gemeinden eine Propstei (heute Kirchenkreis) innerhalb des Sprengels Holstein-Lübeck.

## Leitende Geistliche
- Daniel Janus, Superintendent 1644–1654[4]
- Christian von Stökken, Superintendent 1666–1678
- Johann Wilhelm Petersen, Superintendent 1678–1688
- Christian Specht, Superintendent 1689–1692
- Johann Daniel Bütemeister, Superintendent 1693–1709
- David Ebersbach, Superintendent 1709–1726
- Joachim Küsterbeck, Superintendent 1726–1729
- Hinrich Balemann, Superintendent 1734–1761
- Melchior Heinrich Wolff, Superintendent 1772–1786
- Jacob Leonhard Vogel, Superintendent 1788–1798
- Johann Christoph Friedrich Götschel, Superintendent 1799–1812
- Johann Rudolph Christiani, Superintendent 1813–1814
- Detlev Olshausen, Superintendent 1815–1823
- Albrecht Heinrich Matthias Kochen, Superintendent 1824–1839

(Vakanz)
- Nicolaus Nielsen, Superintendent 1850–1853
- Anton Friedrich Christoph Wallroth, Superintendent 1853–1876
- Justus Ruperti, Superintendent 1876–1891
- Theodor Valentiner, Superintendent 1891–1909
- Paul Rahtgens, Superintendent 1910–1920, Landespropst 1920–1929
- Wilhelm Kieckbusch, Landespropst 1930–1961, Bischof 1961–1977

## Gesangbücher
Da das Gebiet dieser Landeskirche zu Oldenburg gehörte, waren dort auch die Gesangbücher Oldenburgs im Gebrauch:
- Gesangbuch zur öffentlichen und häuslichen Andacht für das Herzogthum Oldenburg, nebst einem Anhange von Gebeten; Oldenburg, ab 1791
- Gesangbuch für die evangelisch-lutherischen Gemeinden des Herzogtums Oldenburg, Oldenburg, 1868, später mit dem Titel Gesangbuch für die evangelisch-lutherischen Gemeinden der oldenburgischen Landeskirche

1930 wurde wie in allen Landeskirchen des heutigen Nordelbiens das Einheitsgesangbuch der Evangelisch-lutherischen Landeskirchen in Schleswig-Holstein-Lauenburg, Hamburg, Mecklenburg-Schwerin, Lübeck, Mecklenburg-Strelitz und Eutin eingeführt, später das Evangelische Kirchengesangbuch – Ausgabe für die Evangelisch-lutherischen Landeskirchen Schleswig-Holstein-Lauenburg, Hamburg, Lübeck und Eutin.